# Дюмонтель, Мэтт
Мэтт Дюмонте́ль (англ. Matt Dumontelle; род. 28 ноября 1984) — канадский кёрлингист.
В 2013 году, когда он был запасным в составе мужской сборной Канады на чемпионате мира 2013, он был уличён в применении допинга и был дисквалифицирован на 2 года.

## Достижения
- Чемпионат Канады по кёрлингу среди мужчин: золото (2013).

## Команды
| Сезон   | Четвёртый      | Третий          | Второй          | Первый          | Запасной                              | Турниры                 |
| ------- | -------------- | --------------- | --------------- | --------------- | ------------------------------------- | ----------------------- |
| 2004    | Jamie Morphet  | Мэтт Дюмонтель  | Paul Arkilander | Ryan Lafraniere |                                       | ЧКЮ 2004 (5 место)      |
| 2008—09 | Tim Phillips   | Мэтт Дюмонтель  | Ron Henderson   | Dion Dumontelle |                                       |                         |
| 2009    | Мэтт Дюмонтель | Brad Minogue    | Dion Dumontelle | Ron Henderson   |                                       |                         |
| 2009—10 | Мэтт Дюмонтель | Ron Henderson   | Dion Dumontelle | Doug Hong       |                                       |                         |
| 2010—11 | Мэтт Дюмонтель | Ron Henderson   | Dion Dumontelle | Doug Hong       |                                       |                         |
| 2011    | Брэд Джейкобс  | Эрик Харнден    | Райан Харнден   | Scott Seabrook  | Мэтт Дюмонтель тренер: Том Коултерман | ЧК 2011 (5 место)       |
| 2011—12 | Мэтт Дюмонтель | Jordan Chandler | Kyle Chandler   | Gavan Jamieson  |                                       |                         |
| 2012—13 | Craig Kochan   | Мэтт Дюмонтель  | ?               | John McClelland |                                       |                         |
| 2013    | Брэд Джейкобс  | Райан Фрай      | Эрик Харнден    | Райан Харнден   | Мэтт Дюмонтель тренер: Том Коултерман | ЧК 2013 · ЧМ 2013 · DSQ |
| 2015—16 | Мэтт Дюмонтель | Jordan Chandler | Sandy MacEwan   | Lee Toner       |                                       |                         |
| 2016—17 | Мэтт Дюмонтель | Jordan Chandler | Sandy MacEwan   | Lee Toner       |                                       |                         |
| 2017—18 | Мэтт Дюмонтель | Jeff Brown      | Gavan Jamieson  | Bobby Ray       |                                       |                         |

(скипы выделены полужирным шрифтом)